# Konrad Ende

Konrad Ende, vor 1934

Konrad Ende (* 1. Juli 1895 in Groß Bislaw, Kreis Tuchel, Westpreußen; † 24. September 1976 in Salzgitter) war ein deutscher Politiker und Mitglied der Deutschnationalen Volkspartei.

## Leben und Wirken

### Kaiserreich und Weimarer Republik
Konrad Ende besuchte die Realschule in Riesenburg und bestand an der Oberrealschule St. Peter und Paul in Danzig das Abiturexamen. Nach Ausbruch des Ersten Weltkrieges im Herbst 1914 meldete er sich als Kriegsfreiwilliger und zog mit dem Feldartillerieregiment Nr. 35 aus Deutsch Eylau an die Front. Im Juli 1915 wurde er durch einen Lungenschuss schwer verwundet. Nach der Genesung wurde er dem neuaufgestellten Feldartillerieregiment Nr. 250 zugeteilt und kehrte an die Front zurück. Im März 1917 wurde er zum Leutnant der Reserve ernannt.
Nach dem Ende des Krieges studierte er Bergbau und Ingenieurwissenschaften in Leipzig und an der TU Clausthal. Im Jahre 1919 trat er der Turnerschaft Germania bei.
Im Sommer 1923 legte er die Hauptprüfung zum Diplom-Bergingenieur ab. Bei einem Duell zog sich Ende zu dieser Zeit auffällige Gesichtsnarben zu. Ab 1925 war Ende als technischer Hilfsarbeiter bei der Zeche Holland der Vereinigten Stahlwerke AG beschäftigt. Zu dieser Zeit trat er in die Deutschnationale Volkspartei (DNVP) ein. 1929 wurde er Stadtverordneter und Fraktionsführer der DNVP in Wattenscheid. Im Oktober 1931 wurde er zum Vorsitzenden des DNVP-Landesverbandes Arnsberg gewählt. Nach mehreren Jahren Berufstätigkeit wurde er 1933 an der Bergbauabteilung der Technischen Hochschule in Breslau zum Dr. Ing promoviert.

### Zeit des Nationalsozialismus (1933 bis 1945)
Bei den Reichstagswahlen vom März 1933 wurde Ende als Kandidat der DNVP für den Wahlkreis 18 (Westfalen-Süd) in den Reichstag gewählt, dem er in der Folge bis zum November desselben Jahres angehörte. Im März 1933 stimmte Ende, zusammen mit den übrigen Abgeordneten der DNVP, für das Ermächtigungsgesetz mit dem der Reichstag sich de facto selbst entmachtete, indem er die legislative Gewalt auf die Regierung Hitler übertrug, die somit legislative und judikative Gewalt auf sich vereinen konnte.
Im Jahr 1941 wurde Ende bei den Reichswerken Hermann Göring in Salzgitter als Ingenieur angestellt, bereits 1943 übernahm er dort Führungstätigkeiten. Während des Zweiten Weltkrieges leitete Ende den Bergbau der Werke in Deutschland und den deutsch besetzten Gebieten.

### Bundesrepublik (1949 bis 1977)
Nach dem Ende des Zweiten Weltkrieges beteiligte sich Konrad Ende an der Neuordnung des Ruhrbergbaus. Teile der Reichswerke Hermann Göring wurden zu dieser Zeit in eine bundeseigene Aktiengesellschaft für Berg- und Hüttenbetriebe (später Salzgitter AG) umgewandelt. Ende, der neben seinem regulären Doktortitel auch den eines Dr. Ing. h.c. führte, wurde 1950 von der Bonner Regierung benannt, in dem neugeschaffenen Riesenunternehmen – dem Time Magazine zufolge spätestens Anfang der 1960er Jahre der „größte sich vollständig im Staatsbesitz befindende Konzern der freien Welt“ – das Amt des Generaldirektors und Vorstandsvorsitzenden zu übernehmen. Damit nahm er eine Schlüsselposition in der bundesdeutschen Wirtschaft ein, die sich schon in den Umsatzvolumina der Salzgitter AG widerspiegelt: 1961 konnte sie dem Time Magazine zufolge Erlöse im Wert von 789 Millionen US-Dollar durch den Verkauf von Erz, Kohle, Stahl, Öl und Schwermaschinen verbuchen. In der Zeit von Endes Antritt als Generaldirektor bis zum Jahr 1962 wuchsen die jährlichen Gewinne der Werke zudem um stattliche 475 % an, was umso beachtlicher ist, da Ende noch in den 1950er Jahren gegen die Demontage des als unsanierbar geltenden Industriezentrums in Salzgitter kämpfen musste. Selbst Konkurrenten zeigten sich zu dieser Zeit von Endes Tatkraft und davon, was er „mit diesem lausigen Erz“ erreicht habe, beeindruckt.
Um die Wirtschaft von Berlin zu stärken, übernahm die Salzgitter AG unter Ende im Auftrag der Bonner Regierung zwei Firmen in West-Berlin, die elektrische Maschinen und Eisenbahnausrüstung herstellten. Anfang der 1960er-Jahre errichtete die Salzgitter Erzbergbau im Norden Salzgitters für 75 Millionen DM ein neues Eisenerzbergwerk. Da dies sich langfristig als unrentabel erwies, da das Eisenerz frei Hütte deutlich teurer als ausländisches Erz war, stellte die Salzgitter AG Mitte der 1970er-Jahre die Roheisenerzeugung auf Auslandserz um und die Eisenerzförderung im Salzgittergebiet ein. 1962 erwarb Salzgitter die Braunschweiger Lkw- und Omnibus-Firma Büssing AG und errichtete in Salzgitter ein neues Werk (jetzt MAN Salzgitter). Die Firma Büssing erwies sich aufgrund der schwierigen Situation des westdeutschen Lastwagenmarktes letztlich ebenfalls als unwirtschaftlich: Bis zum Herbst 1967 machte sie einen Verlust von 240 Millionen DM.
Als Ende im Alter von 72 Jahren aus seinem Amt als Aufsichtsratsvorsitzender bei den Salzgitterwerken ausschied, folgte ihm der Staatssekretär des Bundesschatzministeriums Wolfram Langer nach.
Von 1957 bis 1968 war Ende zudem Mitglied im Aufsichtsrat und im Kreditausschuss der Norddeutschen Bank. Zuvor war er bereits Mitglied und Vorsitzender des Beirates Braunschweig dieser Bank gewesen. Des Weiteren gehörte er dem Aufsichtsrat der Kieler Howaldtswerke AG an.

## Ehrungen und Auszeichnungen

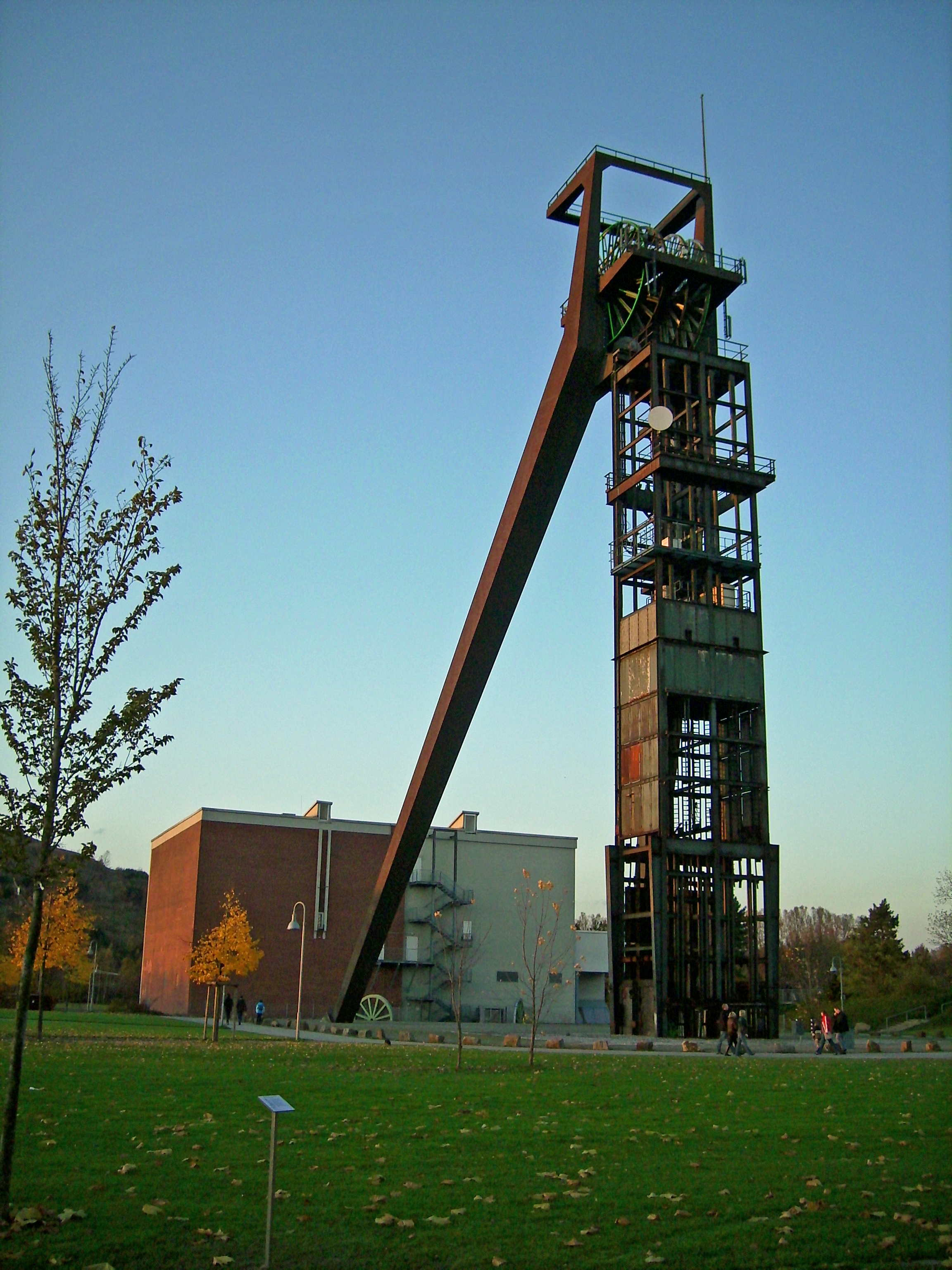
Schacht IV „Konrad Ende“ der Zeche Recklinghausen II

Ende wurde 1963 der erste Ehrenbürger Salzgitters. Die Ehrungsurkunde ist „…dem zielbewussten Leiter der Salzgitterschen Schwerindustrie in der Zeit des Wiederaufbaus nach der Demontage, dem überlegenen und energischen Verfechter des Salzgitter-Stahls, der aus der hoffnungslosen Lage der ersten Nachkriegsjahre die Eisen- und Stahlindustrie Salzgitters wieder zur Weltgeltung führte und mit seinem Betreiben Zehntausenden von Vertriebenen und Flüchtlingen zu einer neuen Heimat verhalf“ gewidmet.
Es folgten noch weitere Ehrungen, wie der Titel „Konsul von Peru“ sowie der Verdienstorden des Landes Niedersachsen und das große Bundesverdienstkreuz mit Stern. Heute erinnern unter anderem die beiden nach ihm benannten Schächte Konrad 1 und Konrad 2 des ehemaligen Eisenerzbergwerks Konrad in Salzgitter an ihn. Schacht IV der Steinkohlenzeche Recklinghausen II in Recklinghausen-Hochlarmark und Schacht V der Zeche Sachsen in Hamm-Heessen tragen den Namen Konrad Ende.